# Jotín
Jotín (en ucraniano: Хотин) es una ciudad ucraniana perteneciente al óblast de Chernivtsí. Situado en el oeste del país, es parte del raión de Dniéster y del municipio (hromada) de homónimo.

## Toponimia
En todos los idiomas de importancia local, la ciudad se conoce con el nombre de Jotín (en ruso: Хотин; en yidis: כעטין‎, romanizado: Jetín), Chotín (en polaco: Chocim; en alemán: Chotyn) o Hotin (en rumano: Hotin; en turco: Hotin).

## Geografía
La localidad se halla en los acantilados de la orilla suroriental del río Dniéster, 48 km al noreste de Chernivtsí. En los alrededores está el parque natural nacional de Jotín, que cubre un segmento del cañón del río Dniéster.  

## Historia

### Edad Media
La zona de la actual Jotín fue sede de un núcleo urbano aparentemente desde el año 1001, cuando es mencionada por vez primera una villa menor de ese nombre en los registros de la Rus de Kiev. En los siglos siguientes fue parte primero del principado de Galicia y luego de su sucesor, el principado de Galicia-Volinia. 
Jotín fue mencionado como residencia de un obispo católico por primera vez en 1310, y en la primera mitad del siglo XIV estuvo en manos del reino de Polonia, que pretendía imponer el catolicismo a las comunidades valacas locales. De esta época datan las primeras fortificaciones. En 1351, el Gran Ducado de Lituania conquistó la zona, para entregársela tres años más tarde a los rumanos, que formaron su propio principado independiente en 1359, el principado de Moldavia.
La fortaleza actual fue construida después de 1400 por el gobernante moldavo Alejandro I de Moldavia, con la ayuda de Vitautas el Grande de Lituania. Después de 1433, Jotín fue ocupada por Polonia, debido a las guerras entre los sucesores de Alejandro, y fue reconquistada a los polacos por Esteban el Grande de Moldavia en 1459 después de un asedio de dos años. La fortaleza, reforzada por Esteban durante el siglo XV, se convirtió en la más fuerte de la frontera norte de la Moldavia medieval.

### Edad Moderna y Contemporánea
Durante la conquista de Moldavia por parte del gobernante valaco Miguel el Valiente en mayo de 1600, su gobernante Yeremi Movila se refugió en la fortaleza de Jotín junto con su familia, un puñado de boyardos fieles y el ex príncipe de Transilvania, Segismundo Báthory.
A medida que el poder del Estado moldavo se vio debilitado por el del Imperio otomano, este último buscó hacerse con el control del estratégico cruce del río. Como resultado, la historia posterior de Jotín estuvo dominada por guerras entre las potencias cristianas en expansión (primero Polonia, luego Rusia) y el Imperio otomano. Los turcos sufrieron dos derrotas decisivas en Jotín en el siglo XVII, a manos del ejército de la República de las Dos Naciones: en 1621 por hetman Jan Karol Chodkiewicz, y nuevamente en 1673 por Juan III Sobieski.
El Imperio otomano finalmente arrebató la fortaleza a Moldavia en 1713 durante la Gran guerra del norte y la mantuvo durante el siglo siguiente como base para sus tropas. Otra potencia, el Imperio ruso, llegó a reclamar la región en el siglo XVIII. Los turcos ampliaron y ampliaron la ciudadela, que fue asediada y tomada por los rusos en cuatro ocasiones: en 1739 por Burjard Christoph von Münnich, en 1769 por el príncipe Alejandro Golitsin, en 1788 por el príncipe Josías de Coburgo e Iván Saltikov, en 1807 por Iván Ivanovich Michelson.
Con el inicio de la guerra ruso-turca en 1806, la fortaleza de Jotín fue tomada por el ejército Imperial ruso y pasó a Rusia. Con la firma del tratado de Bucarest en 1812, toda la región que pasó a ser conocida como Besarabia fue anexada por el Imperio ruso a Moldavia.
De 1812 a 1918, Jotín fue el centro administrativo del uyezd de Jotín, uno de los doce (luego nueve) condados de la gobernación de Besarabia. Durante el siglo XIX, debido a razones económicas y a la política rusa de colonización y rusificación, la población ucraniana de Besarabia (especialmente en el norte) aumentó significativamente, de unos 15.000 en 1810 a unos 200.000 en 1917, principalmente por migración desde Podolia (justo al otro lado del río Dniéster). 

### SiglosXXyXXI
Entre 1915 y 1918, Jotín fue ocupada por fuerzas del Imperio austrohúngaro con motivo de la Primera Guerra Mundial. Con el colapso del Imperio ruso, Besarabia proclamó su independencia de Rusia como República Democrática de Moldavia en 1917. Los austriacos tuvieron el control de Jotín y varias aldeas circundantes durante varios meses a partir del 28 de febrero de 1918. En abril de 1918, la República Democrática de Moldavia proclamó formalmente una unión con Rumania. Rumania y Austria firmaron un tratado de paz en mayo de 1918 y los austriacos se retiraron de la zona. El tratado no fue ratificado formalmente por Rumania, un antiguo aliado de la Entente que se encontró aislada, hasta que el 10 de noviembre Rumania volvió a entrar en la guerra. Poco después, en enero de 1919, los ucranianos locales que deseaban formar parte de Ucrania iniciaron una revuelta, que también fue aprovechada por algunos agitadores soviéticos, seguida de la expulsión y masacre de rebeldes y colaboradores ucranianos durante la rebelión de las autoridades rumanas de enero. Del 23 al 1 de febrero de 1919. Después de que el ejército rumano sofocara el levantamiento de Jotín, Rumania implementó políticas destinadas a la rumanización del territorio.
La ciudad permaneció bajo control rumano hasta el 28 de junio de 1940, cuando junto con Besarabia y el norte de Bucovina fue ocupada por la Unión Soviética tras un ultimátum soviético a Rumania el 26 de junio de 1940, según lo acordado entre la Alemania nazi y la URSS en el pacto Ribbentrop-Mólotov. En agosto de 1940, la mayor parte de Besarabia se convirtió en la República Socialista Soviética de Moldavia de la Unión Soviética; sin embargo, el norte de Bucovina y el área alrededor de Jotín se anexaron a la República Socialista Soviética de Ucrania como óblast de Chernivtsí y la parte más meridional de Besarabia (Budyak) se convirtió en el óblast de Akkerman (más tarde Izmaíl). Después de la operación Barbarroja, donde el reino de Rumania actuó como aliado de Alemania, la zona fue retomada por Rumania a principios de julio de 1941. En marzo de 1944, con la derrota de las fuerzas del Eje, la ciudad fue retomada por los soviéticos y reincorporada a la Ucrania soviética.
Con el colapso de la Unión Soviética y la declaración de Independencia de Ucrania en 1991, Jotín pasó a formar parte de la recién independizada Ucrania. En el año 2000, el Gabinete de Ministros de Ucrania creó la reserva histórico-arquitectónica de la fortaleza de Jotín. En septiembre de 2002, la ciudad celebró su 1.000 aniversario.
Hasta el 18 de julio de 2020, Jotín fue el centro administrativo del raión de Jotín. El raión se abolió en julio de 2020 como parte de la reforma administrativa de Ucrania, que redujo el número de raiones del óblast de Chernivtsí a tres. Desde entonces, el área de raión de Jotín se fusionó con el raión de Dniéster.

## Demografía
La evolución de la población de Jotín entre 1897 y 2022 fue la siguiente:
| 18 398                                                        | 15 334 | 14 500 | 10 319 | 11 603 | 11 932 | 12 393 | 11 216 | 9771 | 8547 |
| (Fuente: Cities & Towns of Ukraine y UKRAINE: Größere Städte) |        |        |        |        |        |        |        |      |      |

Según el censo de 2001, la lengua materna de la mayoría de los habitantes, el 93,73%, es el ucraniano; del 4,96%, el ruso. En el censo de 1930, el 38% de la población eran judíos; el 37%, rusos; el 15%, ucranianos; y  el 9%, rumanos.

## Infraestructura

### Arquitectura, monumentos y lugares de interés
Debido a una rica historia conserva importantes monumentos arquitectónicos como la fortaleza de Jotín construida entre los siglos XIII y XV, más dos edificaciones del siglo XV: el Palacio del Príncipe construido por Esteban III de Moldavia y una torre de reloj del mismo periodo. Jotín tiene alrededor de 20 monumentos históricos. Entre ellos se encuentra el cementerio de guerra, en el que están enterrados 4.910 soldados rusos caídos de la Primera Guerra Mundial y las 47 víctimas del levantamiento de Jotín de 1919. 
Jotín contiene un cementerio judío, indexado por la Comisión de Estados Unidos para la Preservación del Patrimonio de Estados Unidos en el Extranjero.

### Transporte
Aquí en Jotín cruza el río la autopista N03 en el camino de Chernivtsí a Kamianets-Podilski.

## Personas ilustres
- Alemdar Mustafa Pasha (1755-1808): milatar y gran visir otomano.
- Bogdan Petriceicu Hasdeu (1838-1907): escritor y filólogo rumano del que se cree que dominaba 26 lenguas.

## Galería

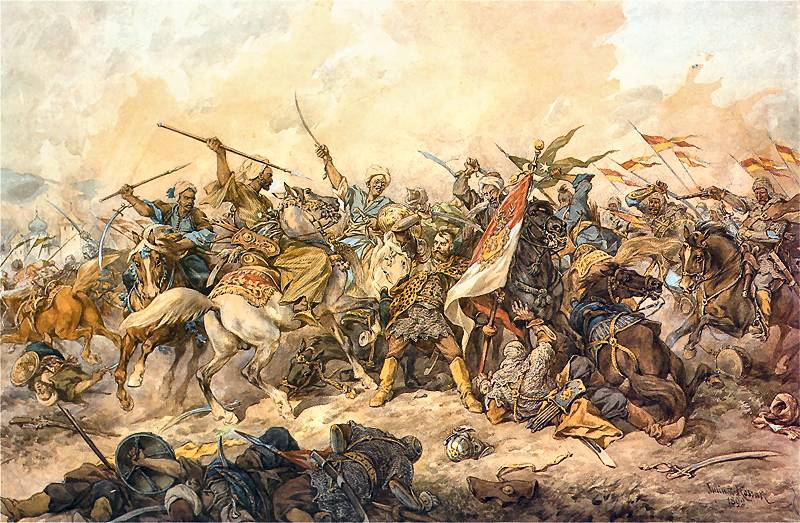
Defenciendo la bandera polaca en Chocim de Juliusz Kossak
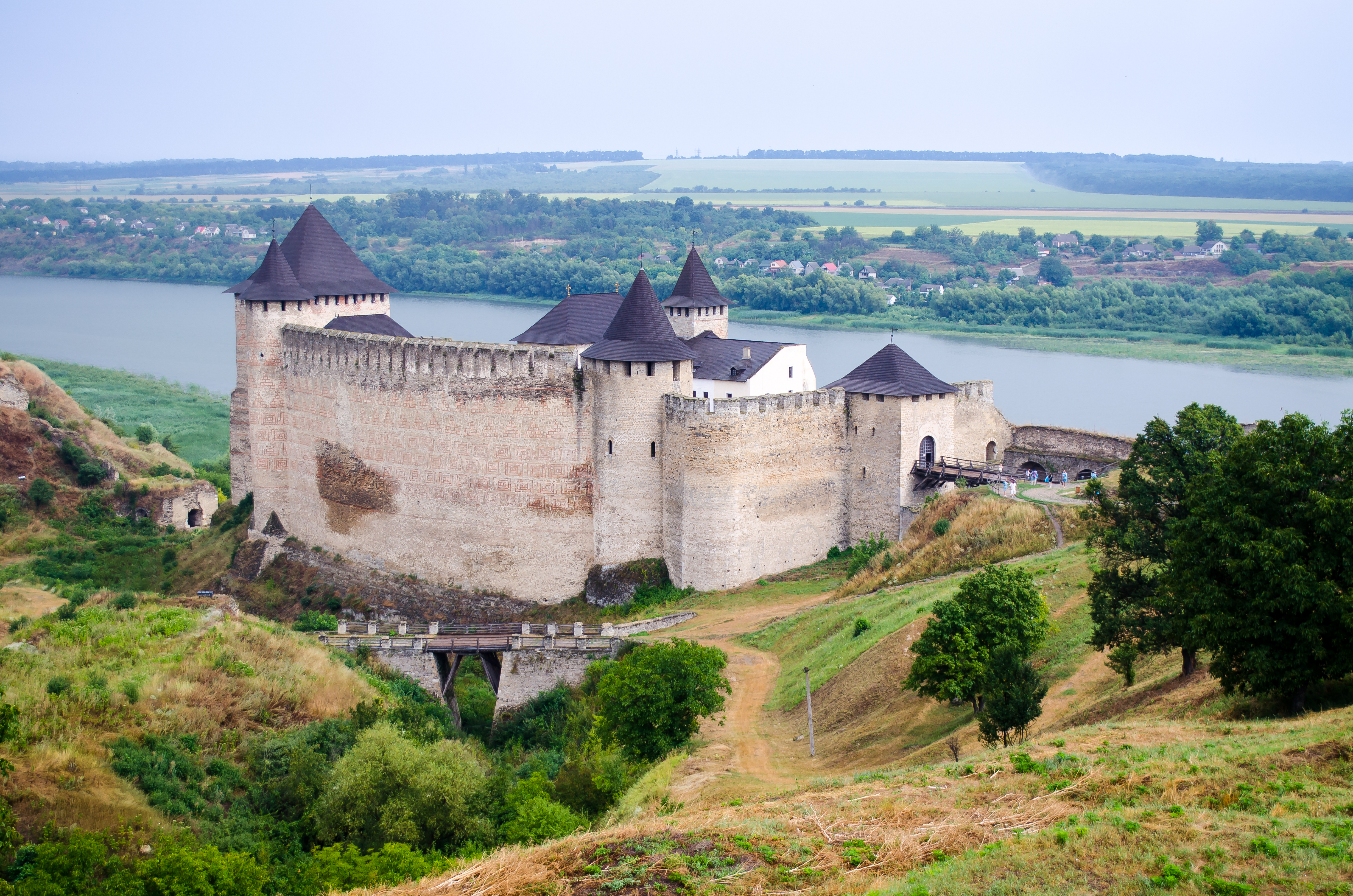
Fortaleza de Jotín a las orillas del río Dniéster
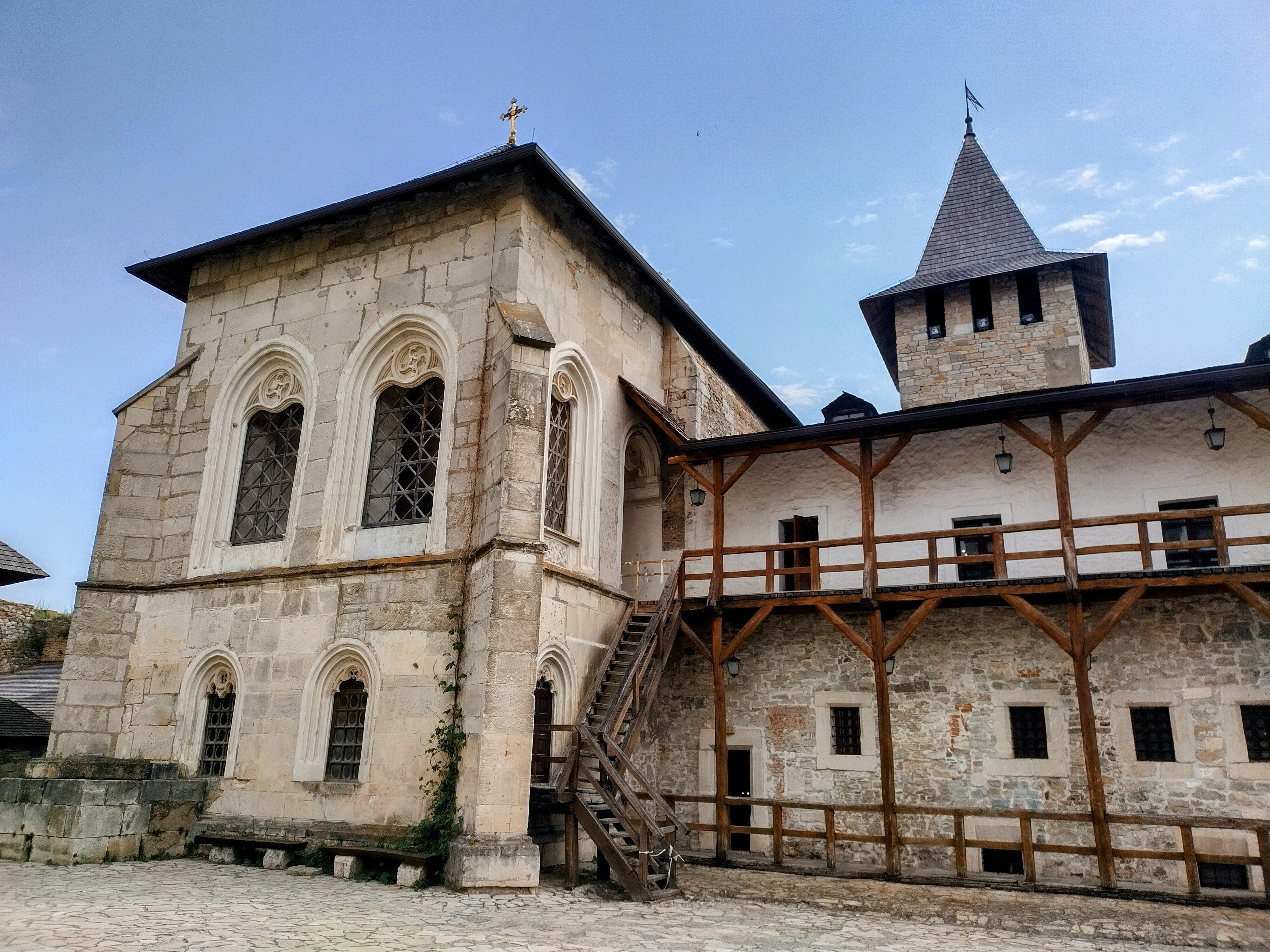
Interior de la fortaleza
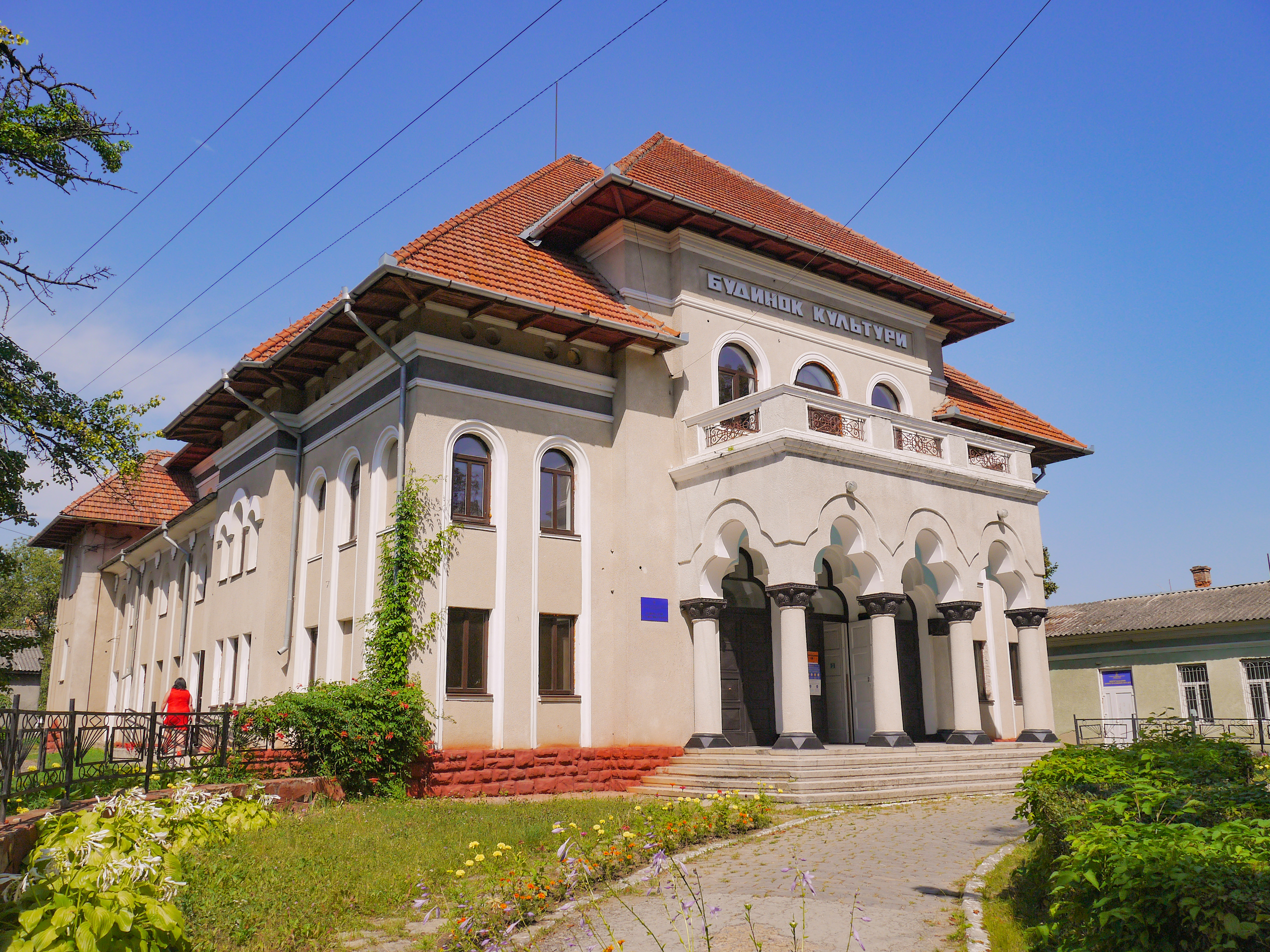
Teatro de Jotín
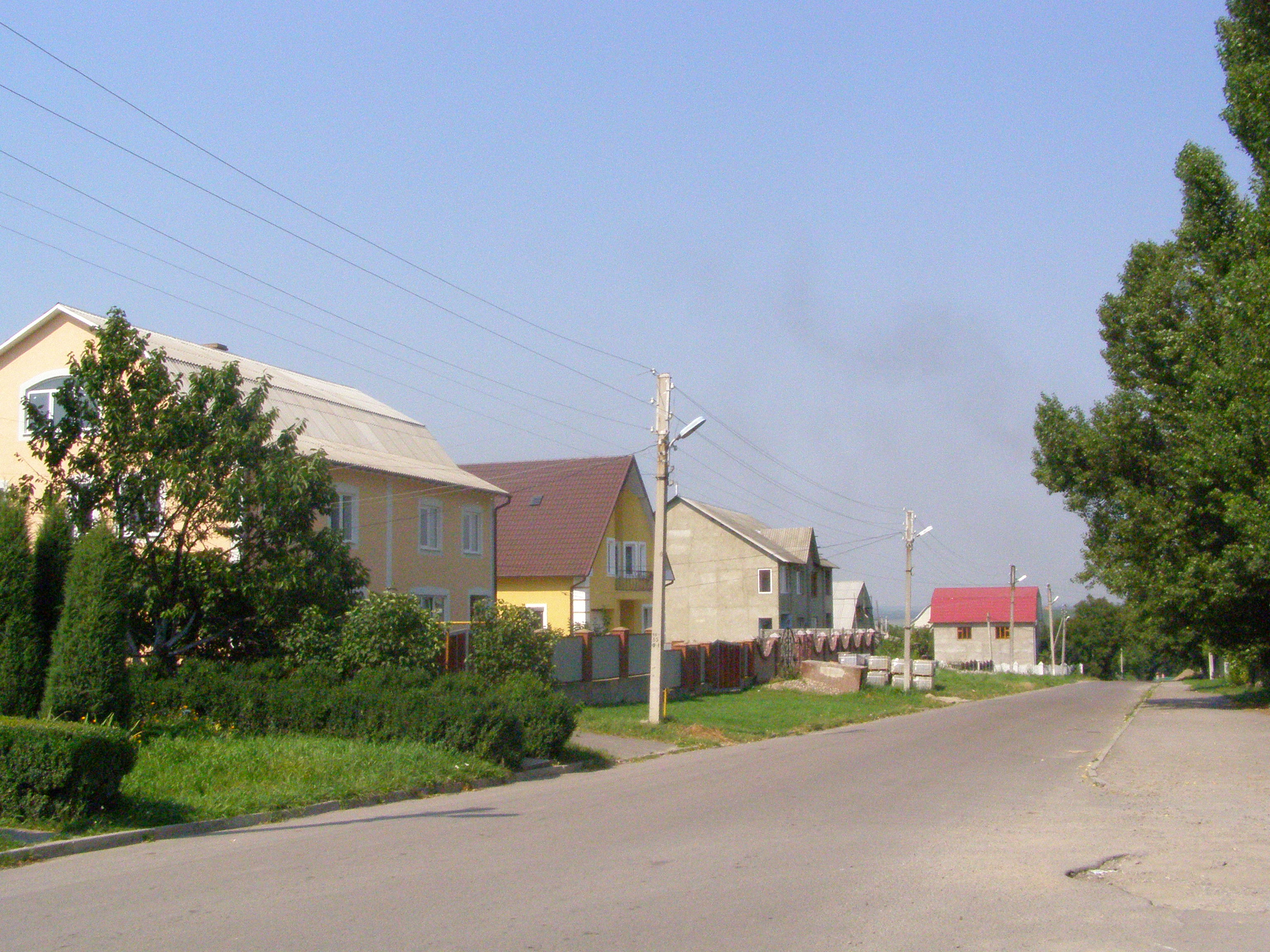
Calle de Jotín